# 히페리온 (위성)
히페리온(Hyperion)은 윌리엄 크랜치 본드, 조지 필립스 본드, 윌리엄 라셀 3인이 1848년에 발견했다. 히페리온의 모양은 구형이 아닌 불규칙한 모양으로 멀리서 봤을 때 마치 감자나 고구마를 연상시키는 모양이며 자전 주기는 일정치 않고, 표면은 스펀지와 흡사한 모양을 보이고 있다.

## 이름
히페리온은 그리스 신화에 나오는 거인족 히페리온에서 따 온 것이다. 다른 명칭으로 토성 VII가 있다.
히페리온은 존 허셜이 1847년 발간한 희망봉에서 이루어진 천문관측 결과에서 기존 7개의 위성 이름을 결정한 직후 발견된 것이다. 윌리엄 라셀은 존 허셜의 작명을 기준으로 새로 발견한 위성에 히페리온의 이름을 붙였다. 그는 본드 부자보다 히페리온을 먼저 발견한 것으로 인정받았다.

## 물리적 특징

### 겉모습
히페리온은 태양계 내에 있는 불규칙한 모양의 천체들 중 프로테우스에 이어 두 번째로 많이 찌그러져 있다. 히페리온 표면에 있는 충돌구 중 가장 큰 것은 지름이 121.57 킬로미터에 이르며 깊이는 10.2 킬로미터이다. 왜 이렇게 불규칙한 형태를 갖게 되었는지에 대한 설명으로, 큰 규모의 충돌(이 충돌은 위성 이아페투스 표면에 있는 수수께끼의 검은 물질들의 원인으로도 보고 있다)로 말미암아 떨어져 나온 조각이 현재의 히페리온이라는 것이 있다.

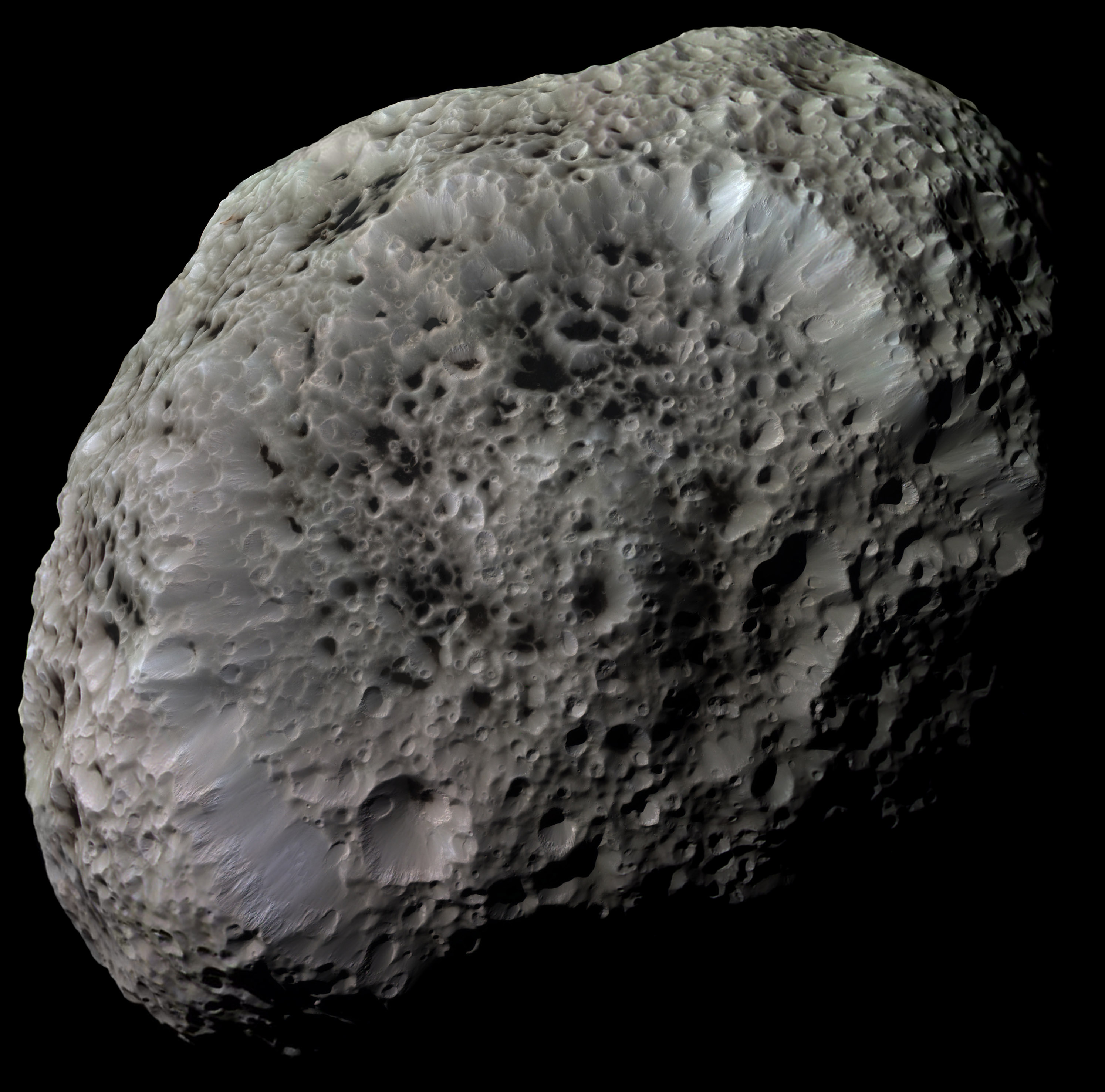
히페리온 표면의 구조를 자세히 볼 수 있도록 처리한 사진. 카시니-하위헌스가 촬영함.

### 조성
다른 토성의 위성들과 마찬가지로, 히페리온은 밀도가 낮으며 이는 약간의 암석이 섞인 얼음이 천체의 대부분을 구성하고 있음을 의미한다. 히페리온은 물리적 조성으로 볼 때 느슨하게 뭉친 작은 얼음 덩어리들의 뭉치로 보인다. 그러나 다른 위성들과 다른 점은 히페리온은 표면에 있는 어두운 물질들 때문에 반사율이 낮다.(0.2~0.3) 이 검은 물질은 멀리 있는 포에베(훨씬 검다)나 이아페투스 표면에 있는 것과 비슷한 것으로 추측된다. 히페리온의 표면은 포에베에 비해서는 좀 더 불그스름하며, 이아페투스의 검은 부분과 비슷한 색조를 보인다.
히페리온의 공극률은 약 0.46이다.

### 표면의 특징
보이저 2호는 토성을 지나가면서 많은 사진들을 전송했지만, 히페리온과는 멀리 떨어진 채로 지나갔기 때문에 조악한 수준의 사진만을 남겼었다. 낮은 해상도 때문에 당시의 사진으로는 히페리온 표면에 있는 충돌공이나 계곡 구조를 정확히 알아낼 수 없었다. 2005년 9월 26일 카시니 호는 히페리온에 가까이 접근하면서 괴상한 모양의 지형 구조를 지구로 전송해 왔다.
히페리온의 표면에는 마치 스펀지 모양과 같이 날카로운 가장자리를 지닌 깊은 충돌공들이 매우 많다. 충돌공의 바닥은 어두운 물질들로 채워져 있다. 표면의 붉은 색은 탄소와 수소 물질을 포함하고 있으며 이는 라페투스의 어두운 물질과 매우 흡사하다.
미국 항공우주국의 카시니-하위헌스가 2005년, 2006년 히페리온 플라이바이를 통해 보내 온 데이터를 최근 분석한 결과, 위성 부피 중 약 40퍼센트는 빈 공간이었다. 이 공극률에 의거하면 영겁의 시간 동안 히페리온의 충돌공은 변하지 않은 채로 존속해 온 것이 된다.(2007년 제기된 주장임) 새로운 분석에 따르면 히페리온은 대부분이 물로 된 얼음으로 이루어져 있고, 암석 성분은 매우 조금 포함되어 있다고 한다. 미 항공우주국 아메스 연구 센터의 연구원 데일 크루섕크는 이렇게 말했다. "우리는 히페리온 표면을 구성하는 물질의 대부분이 물의 얼음임을 알게 되었다. 그러나 그 얼음은 매우 지저분하다."

### 자전
보이저 2호의 데이터와 지상의 측광학적 관측 결과, 히페리온의 자전 주기는 일정하지 않음이 드러났다. 이는 히페리온의 자전축은 심하게 떨리며, 위성이 향하고 있는 방향을 예측할 수 없다는 의미이다.
히페리온은 태양계에 있는 위성들 중 자전 주기가 특별히 없는 유일한 천체이지만, 시뮬레이션에 의하면 다른 조그만 위성들도 과거에는 히페리온과 같은 현상을 보였음이 밝혀졌다. 덩치가 큰 위성들 중에서도 심하게 찌그러졌으며, 궤도의 이심률도 크고, 또 다른 거대 위성 타이탄의 궤도와 가깝다는 점 등이 히페리온을 특이하게 만드는 요소들이다. 앞에 나열한 요소들이 서로 맞물려 히페리온이 안정적으로 자전하는 것을 방해한다. 타이탄과 히페리온은 3대 4 비율의 궤도 공명 상태를 유지하고 있는데, 이로 인해 자전이 더욱 불규칙하게 이루어지는 것으로 보고 있다. 이런 특이한 자전 양상으로 인해, 전반구와 후반구의 모습이 많이 다른 토성의 다른 위성들과는 달리, 히페리온은 표면 전체가 균일한 모습을 보이고 있다.

## 탐사
카시니 탐사선은 히페리온을 먼 거리에서 여러 번 영상에 담았다. 근접 플라이바이는 2005년 9월 26일에 있었고, 500킬로미터까지 접근했다. 2011년 8월 25일, 9월 16일에 58,000km까지 접근했다. 카시니는 마지막으로 2015년 5월 31일, 34,000 km 근접했었다.

## 같이 보기
- 토성의 위성